# Suite Delphique
La Suite delphique est une suite pour orchestre de chambre de douze instruments en huit tableaux d'André Jolivet. Composée en 1943 à l'origine comme musique de scène pour les représentations à la Comédie-Française de la pièce Iphigénie à Delphes de Gerhart Hauptmann, cette suite est créée le 22 avril 1948 à Vienne, au palais Lobkowitz.

## Structure
L’œuvre est constitué de huit épisodes :
1. Aurore magique ;
2. Les chiens de l'Érèbe ;
3. Orage ;
4. Repos de la nature ;
5. Procession ;
6. Joie dionysiaque ;
7. Invocation ;
8. Cortège.

## Instrumentation
La Suite delphique est orchestrée pour douze instruments solistes, une flûte, un hautbois, une clarinette, deux cors, une trompette, un trombone, harpe, timbales, deux percussions, une onde Martenot.